# Ossature en acier plié à froid

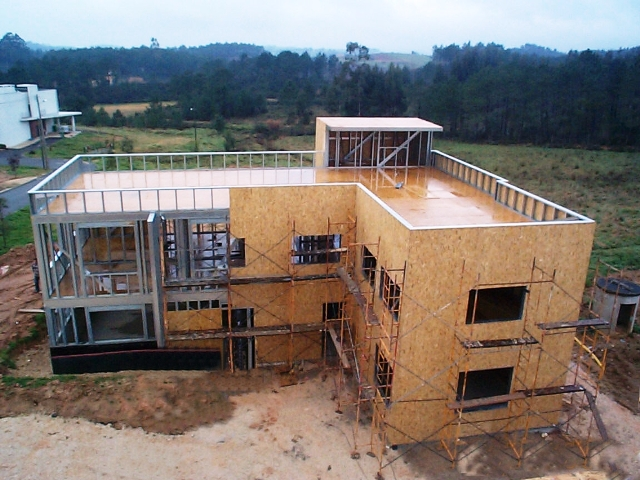
Édifice en ossature légère en acier avec son revêtement intermédiaire en OSB.

Les ossatures en acier plié à froid sont des principes d'ossature en tôles d'acier pliées et galvanisées.
En anglais elles sont connues sous le nom de Cold-formed steel frames ou Lightweight steel framing (LSF).

## Histoire
L'utilisation d'éléments en acier pliés à froid dans la construction de bâtiments a commencé dans les années 1850 aux États-Unis et en Grande-Bretagne. L'une des premières utilisations documentées de l'acier plié à froid comme matériau de construction est le Virginia Baptist Hospital, construit vers 1925 à Lynchburg aux États-Unis. En 1947, Lustron Corporation construit à Albany, New York, près de 2 500 maisons à ossature d'acier pour les anciens combattants revenant de la Seconde Guerre mondiale: la charpente, les finitions, les armoires et les meubles sont en acier plié à froid; ce qui marque le début de l'aventure de l'acier plié à froid dans le bâtiment.

## Description
De fines feuilles d'acier galvanisé peuvent être pliées à froid en montants d'ossature en acier pour des usages structurels ou non structurels, pour des murs extérieurs et des cloisons, dans des projets de construction résidentiels, commerciaux et industriels. La dimension de la pièce est établie avec un rail horizontal qui est ancré au sol et au plafond pour délimiter chaque pièce. Les poteaux verticaux sont disposés dans les rails, généralement espacés 16 pouces (406,4 mm) et fixés en haut et en bas.

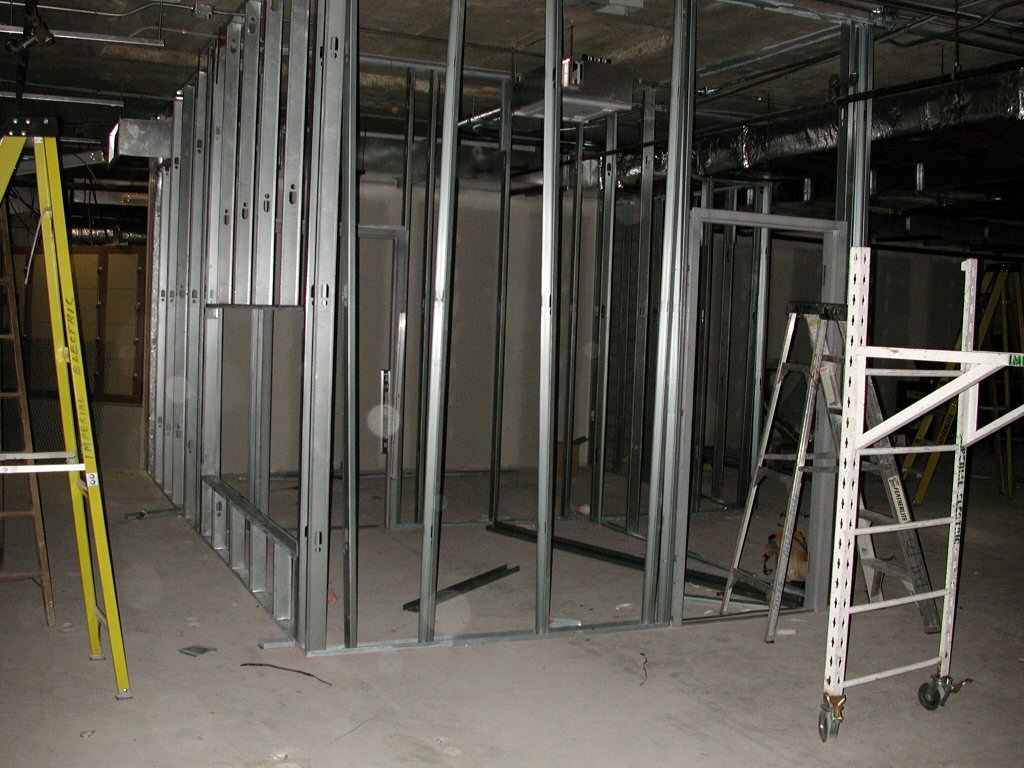
Cloisons intérieures en acier plié à froid

Les profils typiques utilisés dans la construction résidentielle sont les montants en forme de C et le rail en forme de U, ainsi qu'une variété d'autres profils. Les éléments de charpente sont généralement produits dans une épaisseur de 12 à 25 gauge. Les gauges lourdes, telles que les gauges 12 et 14, sont couramment utilisées lorsque les charges axiales (parallèles à la longueur de l'élément) sont élevées, comme dans les constructions porteuses. Les gauges moyennement lourdes, telles que les gauges 16 et 18, sont couramment utilisées lorsqu'il n'y a pas de charges axiales mais de lourdes charges latérales (perpendiculaires à l'élément) telles que les montants de murs extérieurs qui doivent résister aux charges de vent de force ouragan le long des côtes. Les gauges légères, telles que la gauge 25, sont couramment utilisées lorsqu'il n'y a pas de charges axiales et de charges latérales très légères, comme dans la construction intérieure où les éléments servent d'ossature pour les murs mitoyens entre les pièces. La finition du mur est attachée aux deux côtés du montant, qui varie de 1+1⁄4 à 3 pouces (32 à 76 mm)  d'épaisseur, et la largeur de l'âme varie de1+5⁄8 to 14 pouces (41 à 356 mm) . Des sections rectangulaires sont retirées de l'âme pour permettre l'accès au câblage électrique.
Les aciéries produisent des tôles d'acier galvanisées, matériau de base pour la fabrication de profilés en acier plié à froid. La tôle d'acier est ensuite laminée dans les profils finaux utilisés pour la charpente. Les tôles sont zinguées (galvanisées) pour éviter l'oxydation et la corrosion. La charpente en acier offre une excellente flexibilité de conception en raison du rapport résistance/poids élevé de l'acier, qui lui permet de porter sur de longues distances, et également de résister aux charges de vent et de tremblement de terre.
Les murs à ossature d'acier peuvent être conçus pour offrir d'excellentes propriétés thermiques et acoustiques - l'une des considérations spécifiques lors de la construction en acier plié à froid est que des ponts thermiques peuvent se produire à travers le système de mur entre l'environnement extérieur et l'espace intérieur climatisé. Les ponts thermiques peuvent être évités en installant une couche d'isolant fixée à l'extérieur le long de la charpente en acier - généralement appelée « coupure thermique ».
L'espacement entre les montants est généralement de 16 pouces au centre pour les murs extérieurs et intérieurs de la maison, en fonction des exigences de charge projetées. Dans les bureaux, l'entraxe est de 24 pouces (610 mm) pour tous les murs sauf pour les cages d'ascenseur et d'escalier.